# ブレッドローフ島
ブレッドローフ島（アレウト語:Taangiinax)とは、アリューシャン列島フォックス諸島を構成する一つの島である。

## 地理
長さ約300メートルの無人島で、ウムナック島南海岸の南西に位置している。

## 歴史
1939年に沿岸および測地調査所によって、名付けられた。